# Ulrich Ensinger

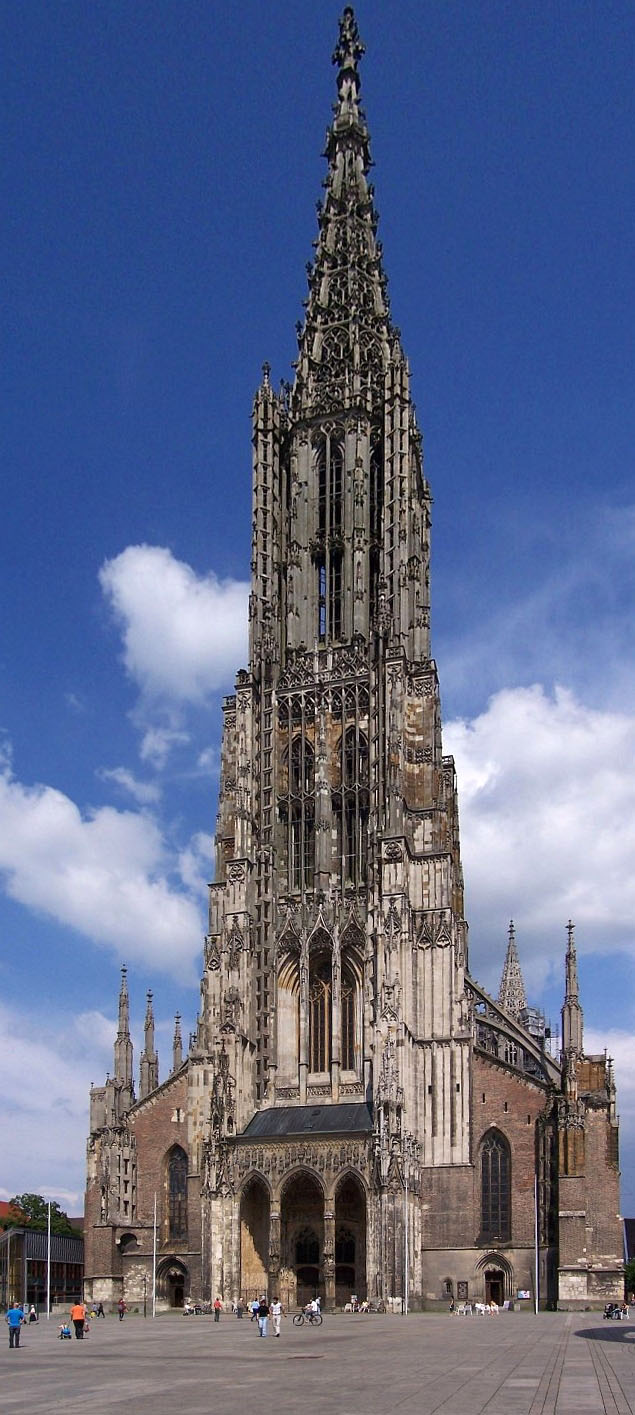
Ulmer Münster är det högsta kyrktornet

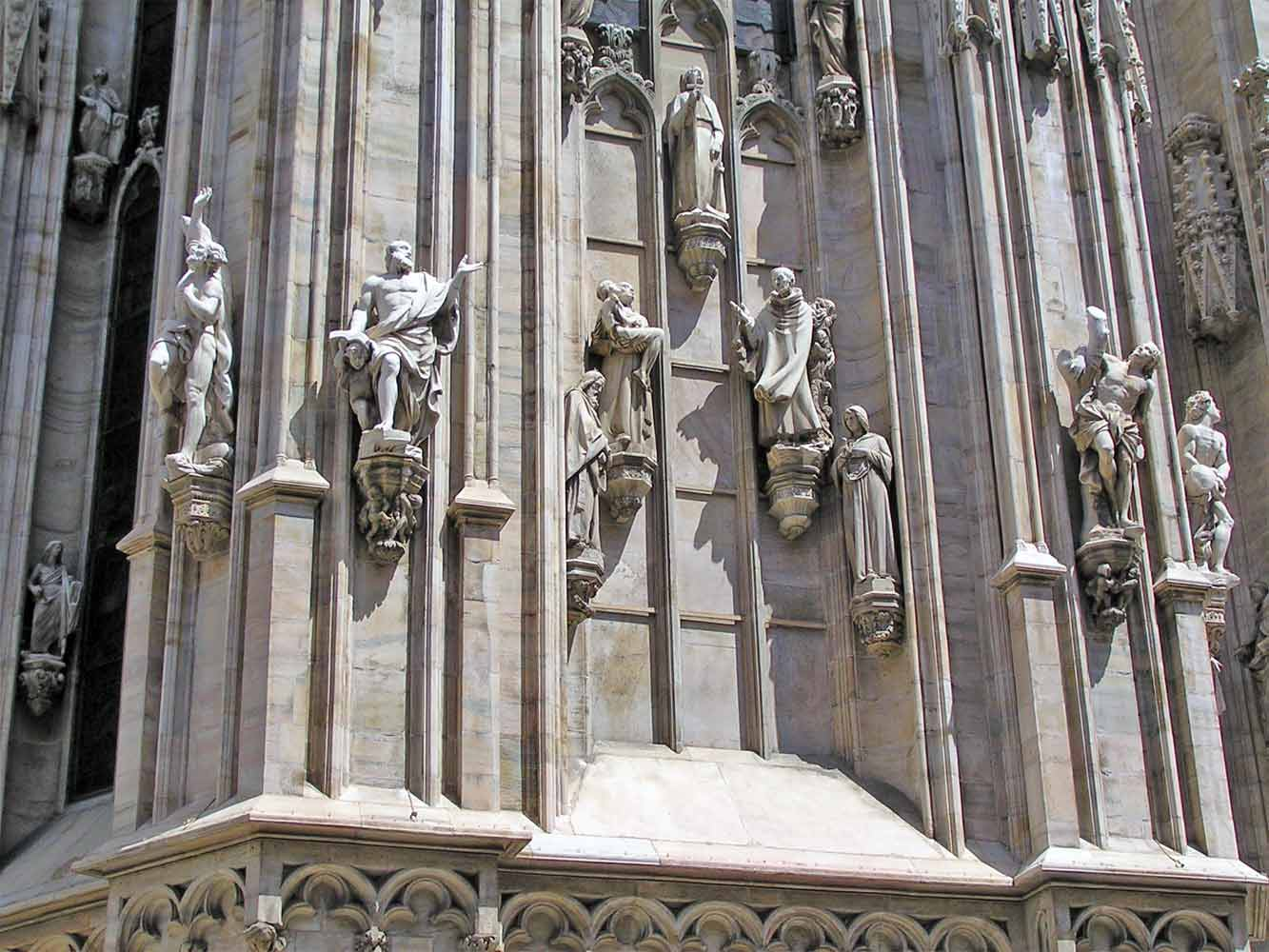
Fasaddetalj på Milanos domkyrka

Ulrich Ensinger eller Ulrich von Ensinger, född omkring 1359, död 10 februari 1419, var en tysk byggmästare.
Ensinger blev känd genom den väldiga tornbyggnaden vid münstern i Ulm. Han arbetade också vid Strassburgs münster och slutligen i begynnande sengotik vid Vårfrukyrkan i Esslingen.